# Cuil
Cuil (pronuncia come cool, dal gaelico per conoscenza e nocciola) è stato un motore di ricerca lanciato il 28 luglio 2008. L'obiettivo dei suoi sviluppatori è stato quello di superare i motori di ricerca esistenti con risultati più completi e pertinenti. Per differenziarsi, Cuil organizzava le pagine per contenuto e mostrava testi e immagini di ogni risultato in quantità relativamente ampia. Inoltre sosteneva di avere un indice di pagine più grande della concorrenza, un numero superiore ai 120 miliardi, come veniva segnalato nella sua homepage. Cuil è stato sviluppato e gestito da ex dipendenti di Google. L'azienda aveva ricevuto un capitale di rischio di 33 milioni di dollari da Greylock e altri.
A differenza di Google, la politica di tutela della privacy di Cuil sosteneva di non conservare i dati degli utenti e le loro ricerche o indirizzi IP.
I fondatori di Cuil, Anna Patterson, Russell Power e Louis Monier sono ex dipendenti di Google, mentre Tom Patterson ha lavorato per IBM e altri.
Accusato di vampirizzare la banda dei siti che il suo crawler visitava per creare l'indice, non ha poi riscosso il successo sperato, chiudendo definitivamente nel settembre 2010.